# Vágalja
Vágalja (1899-ig Podvázs, szlovákul: Podvažie) Vágbeszterce városrésze Szlovákiában, a Zsolnai kerület Vágbesztercei járásában.

## Fekvése
Vágbeszterce központjától 6 km-re északkeletre, a Vág jobb partján fekszik.

## Története
A 18. század végén Vályi András így ír róla: „PODVASZJE. Két tót falu Trentsén Vármegyében, egygyiknek földes Ura Gr. Balassa Uraság, lakosai katolikusok, fekszik Kis Jeszenitzhez közel, mellynek filiája; másiknak pedig földes Urai több Urak, lakosai katolikusok, fekszik Pukhóhoz mintegy másfél mértföldnyire, határjaik Ilováéhoz hasonlók, külömbféle javaikhoz képest, első osztálybéliek.”
Fényes Elek 1851-ben kiadott geográfiai szótárában így ír a faluról: „Podvász, tót falu, Trencsén vmegyében, Jeszenicz filialisa, a Vágh mellett: 284 kath., 5 zsidó lak. F. u. b. Balassa, gr. Szapáry. Ut. p. Zsolna.”
1910-ben 296, túlnyomórészt szlovák lakosa volt. 1920-ig Trencsén vármegye Vágbesztercei járásához tartozott.
1979-óta Vágbeszterce része.

## Külső hivatkozások
- Vágalja Szlovákia térképén

## Lásd még
- Vágbeszterce
- Alsóhidas
- Felsőhidas
- Kisfarkasd
- Milohó
- Nemeskvassó
- Paraznó
- Podmanin
- Sebestyénfalva
- Vághéve
- Vágváralja
- Vágzsigmondháza